# Antun Augustinčić
Antun Augustinčić (Klanjec, 4 maggio 1900 – Zagabria, 10 maggio 1979) è stato uno scultore croato con cittadinanza jugoslava.
Insieme a Ivan Meštrović e Frano Kršinić è considerato uno dei tre più importanti scultori jugoslavi del XX secolo.

## Biografia
Augustinčić cominciò a dedicarsi allo studio della scultura nel 1918 presso il Collegio d'Arte e mestieri di Zagabria. Nel 1922 entrò alla Accademia reale d'arte e mestieri, dove fu allievo di Ivan Meštrović, da dove si licenziò nel 1924. Dopo il 1924 vinse una borsa di studio del governo francese e si trasferì a Parigi presso la École des Arts décoratifs e l'Accademia di belle arti avendo in Donatello, Michelangelo e Bourdell i modelli artistici. A Parigi tenne mostre nel 1925 e nel 1926 per poi fare ritornò in Jugoslavia, dove, nel 1926 e nel 1927, partecipò a mostre a L'viv, Zagrabia e Spalato. Nel 1929 fu tra i fondatori del Earth group con il quale gruppo espose anche a Parigi nel 1931 dopo avere esposto a Barcellona nel 1929 e a Londra e Belgrado nel 1930.
Dagli anni Trenta si concentrò nella produzione di monumenti pubblici in tutto il mondo diventando un punto di riferimento nei monumenti soprattutto equestri fino a quando venne insignito del titolo di scultore di Stato.
Ne 1970, dopo essere stato Professore in diverse accademie, donò tutte le sue opere alla città natale di Klanjec dove, nel 1976, fu aperto un museo a lui dedicato.

## Opere
- Statua di Tito, nella piazza centrale della città di Velenje
- Monumento allo Yekatit 12, Addis Abeba, 1955

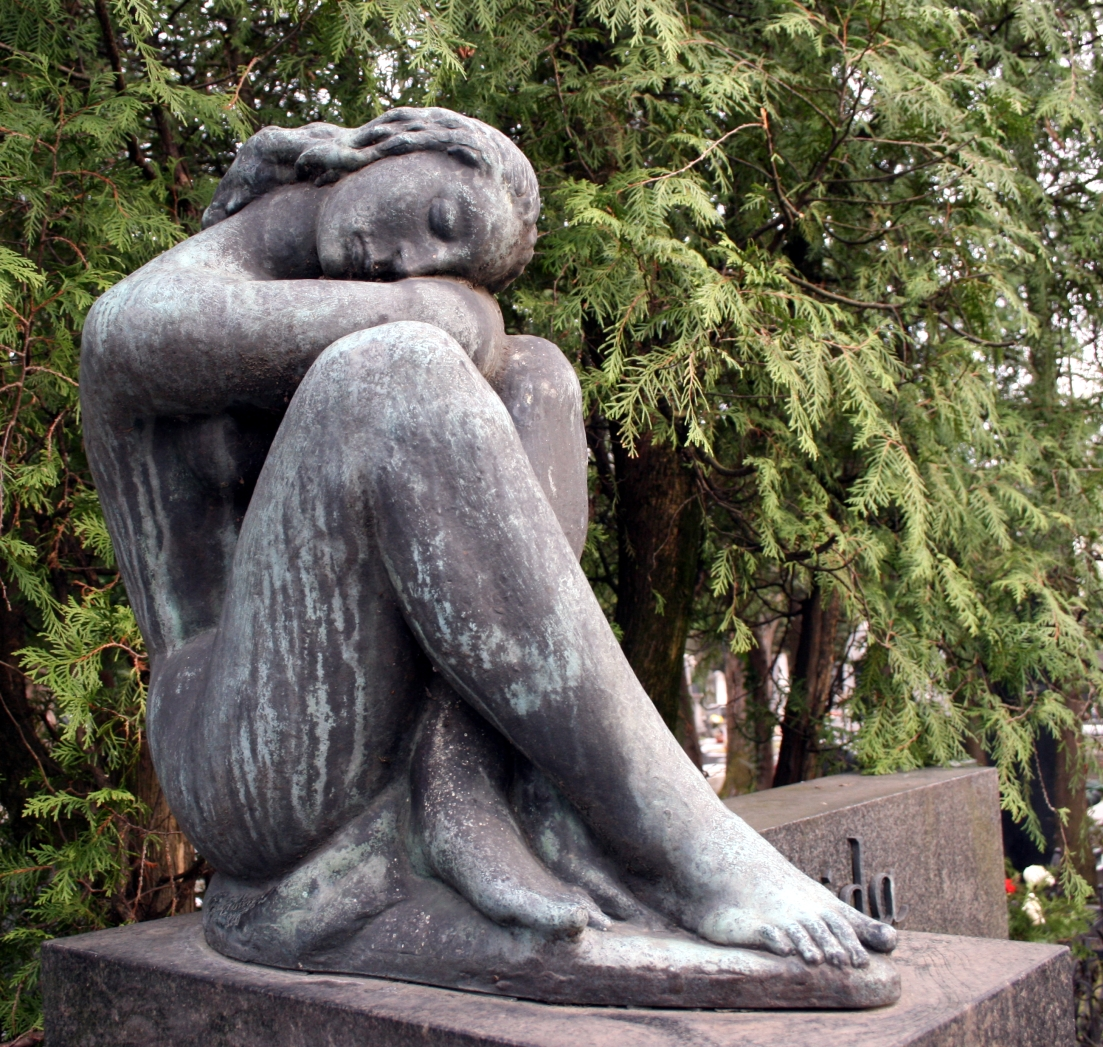
Dolore, monumento tombale della famiglia Vajda, cimitero di Mirogoj a Zagabria, 1930
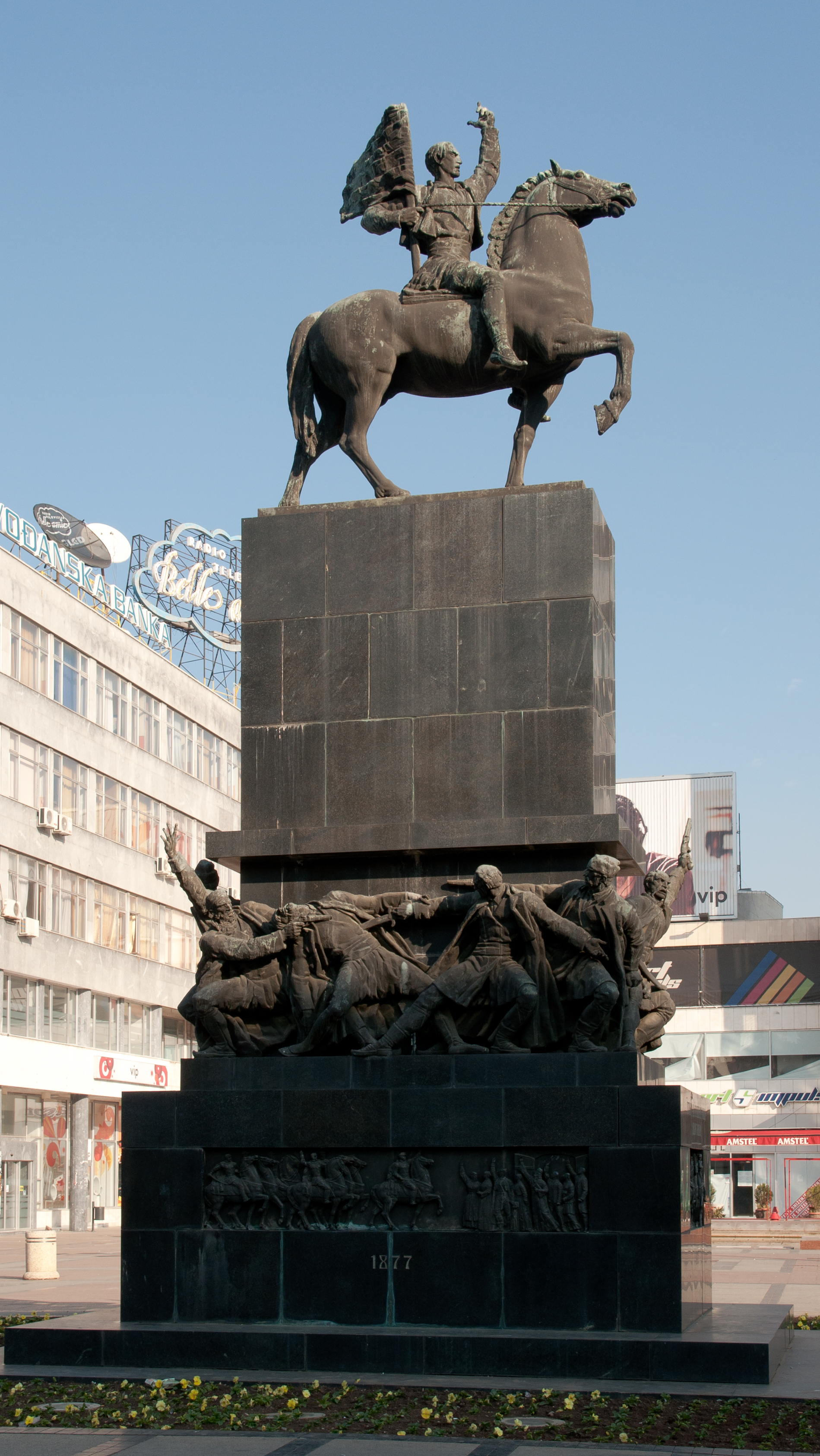
Monumento ai liberatori di Niš, 1937
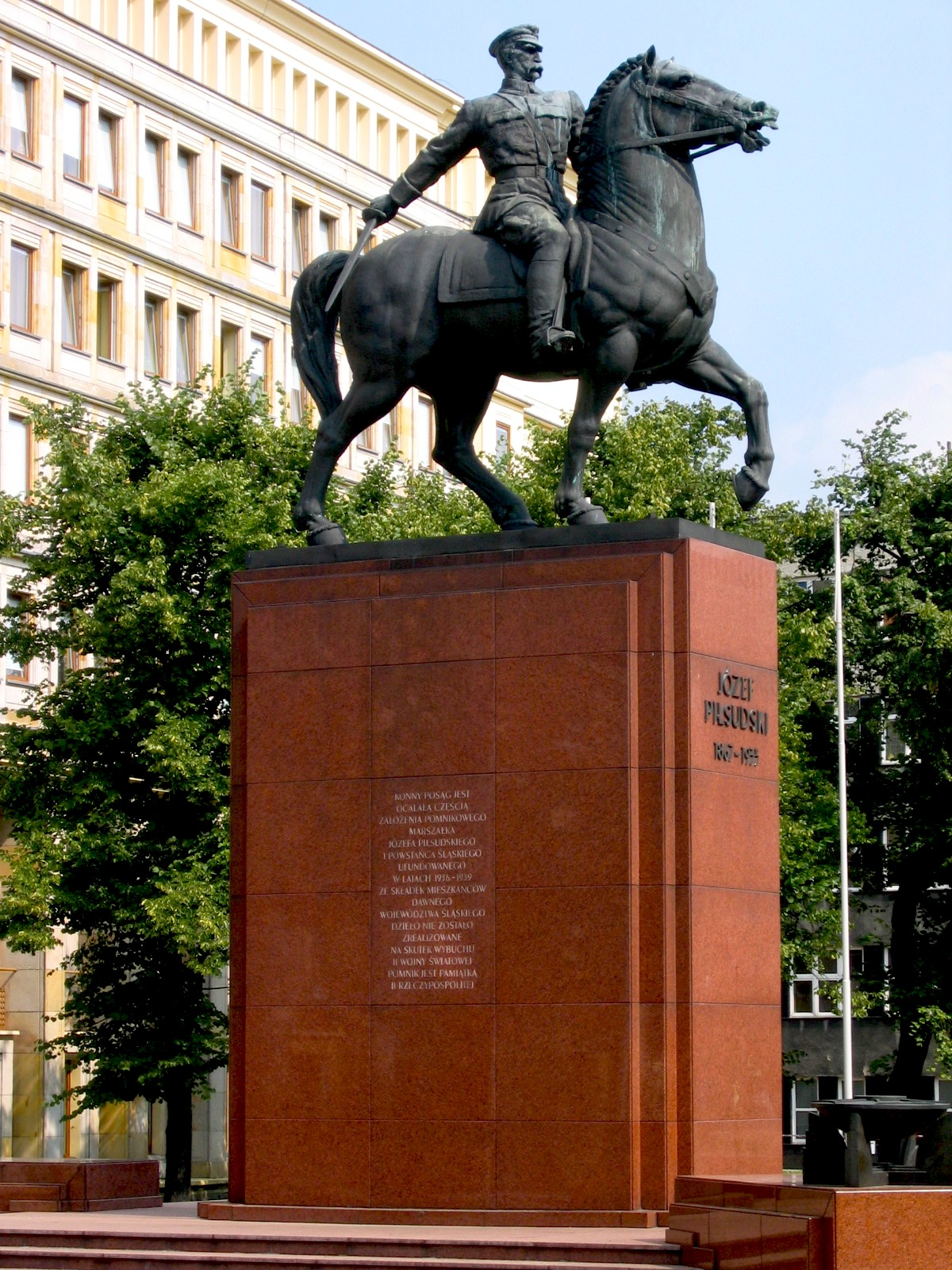
Monumento a Józef Piłsudski a Katowice, Polonia 1936–39
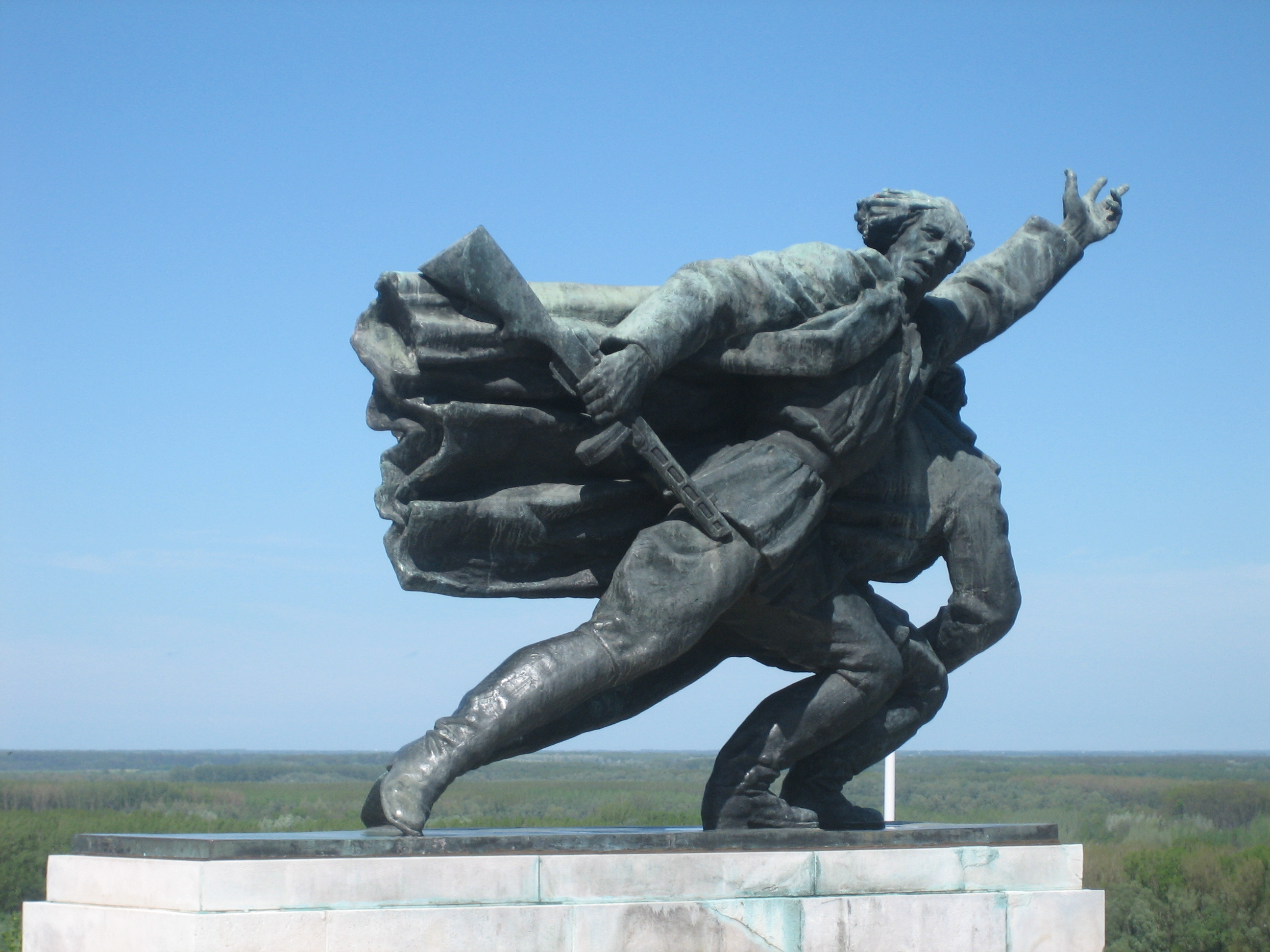
Monumento alla Vittoria per la Battaglia di Batina, 1947
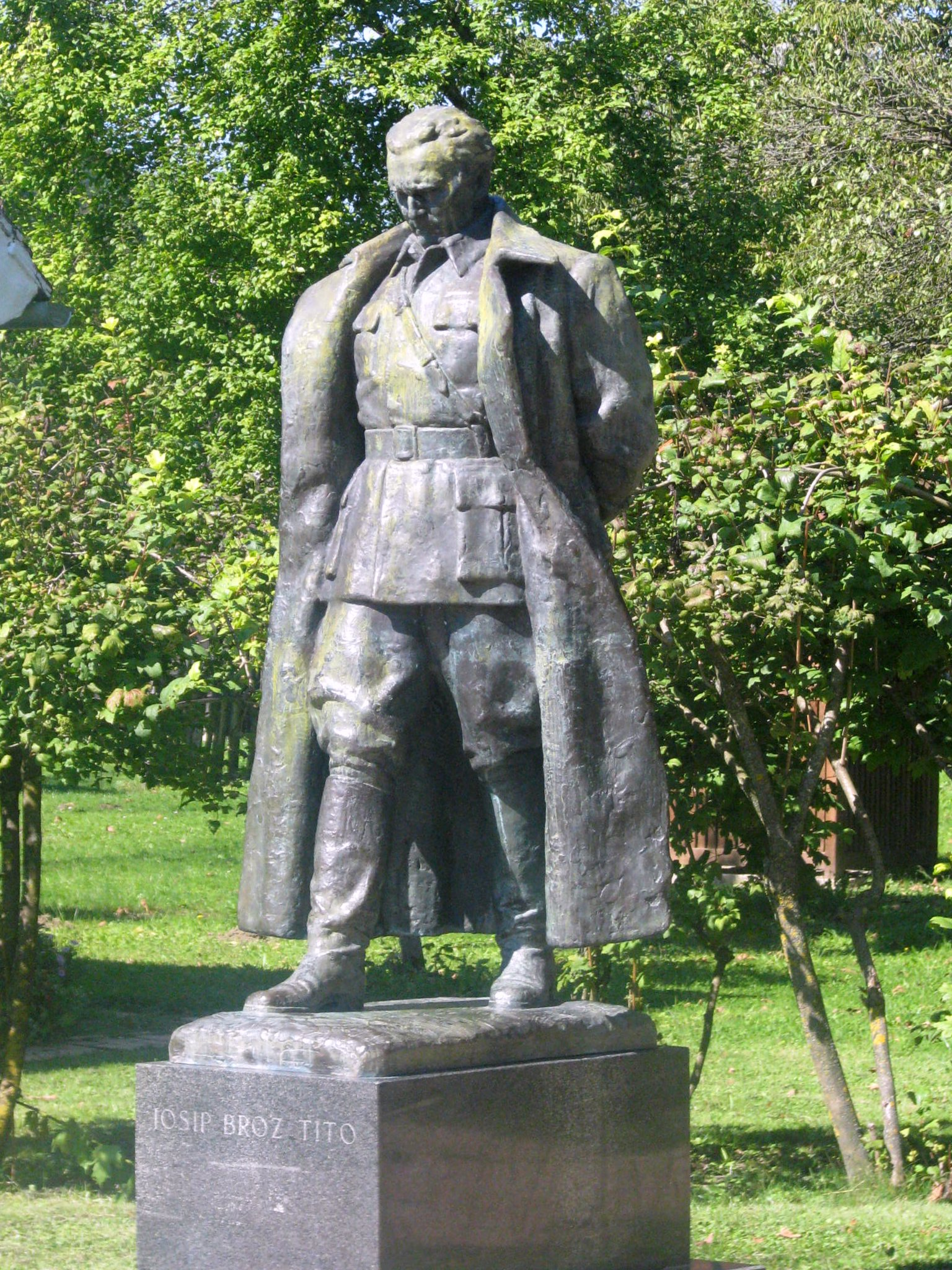
Monumento a Josip Broz Tito a Kumrovec, 1948
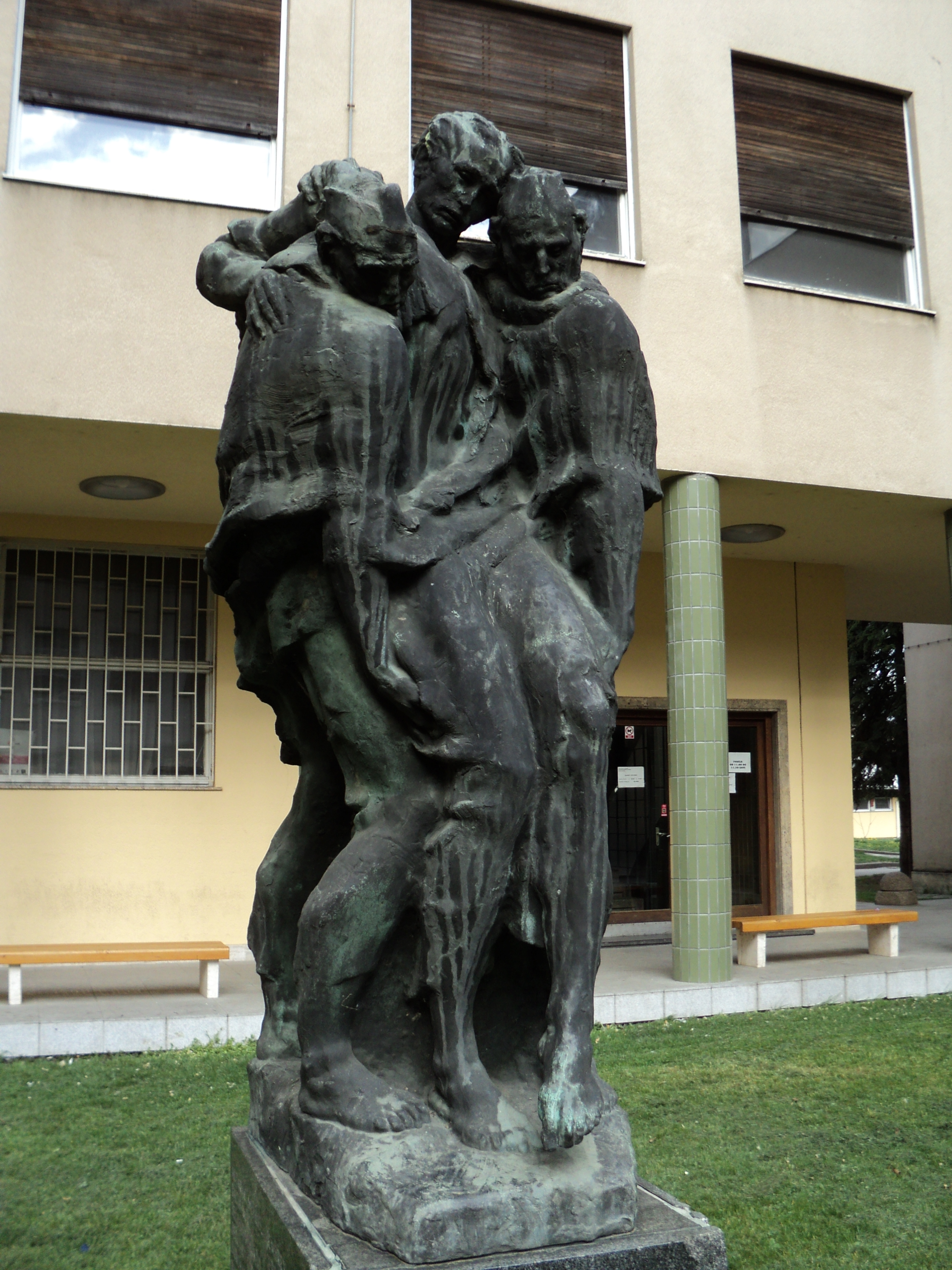
Il trasporto dei feriti, Facoltà di Veterinaria di Zagabria, 1953
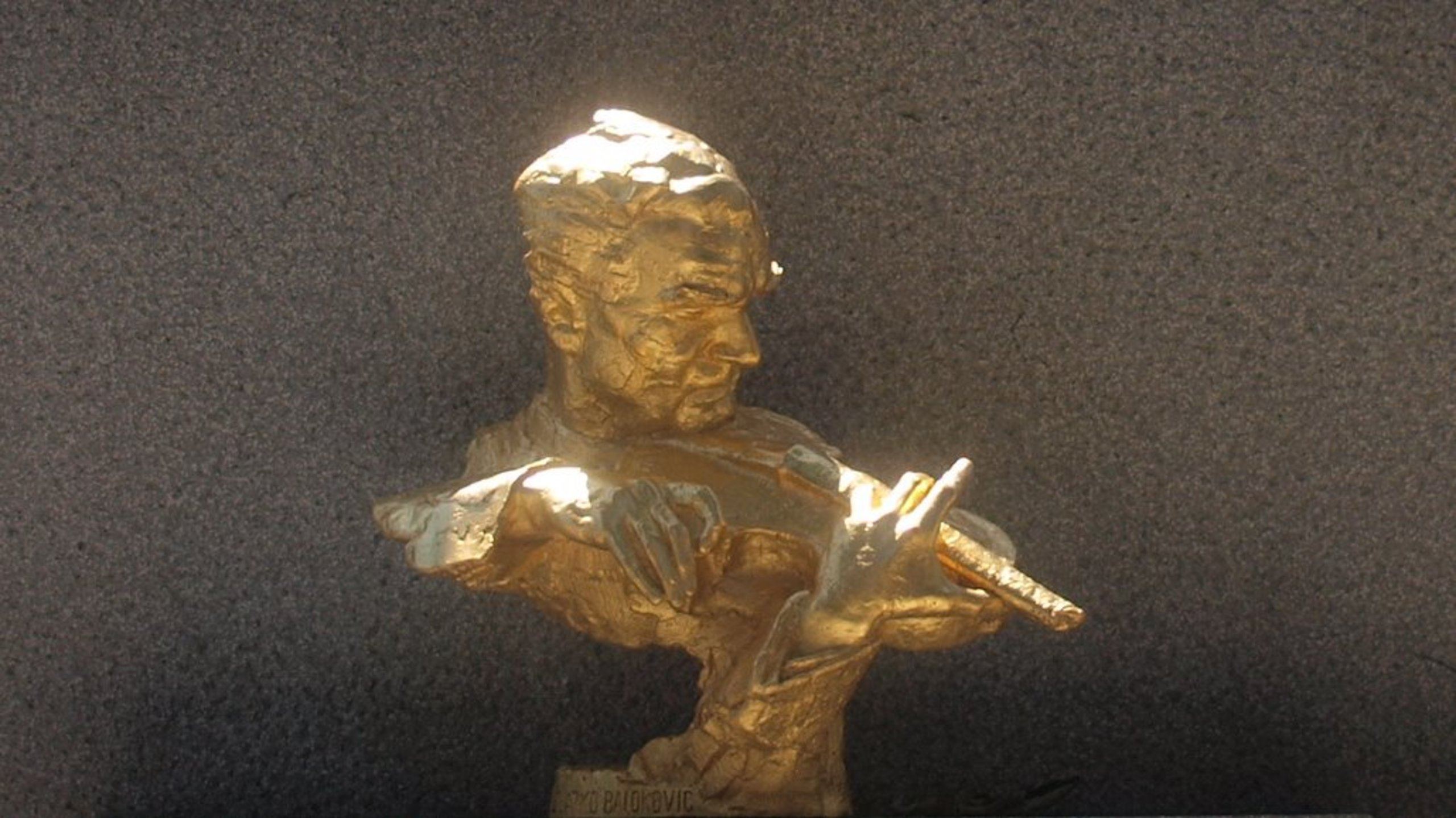
Busto di Zlatko Baloković al cimitero di Mirogoj a Zagabria, 1967
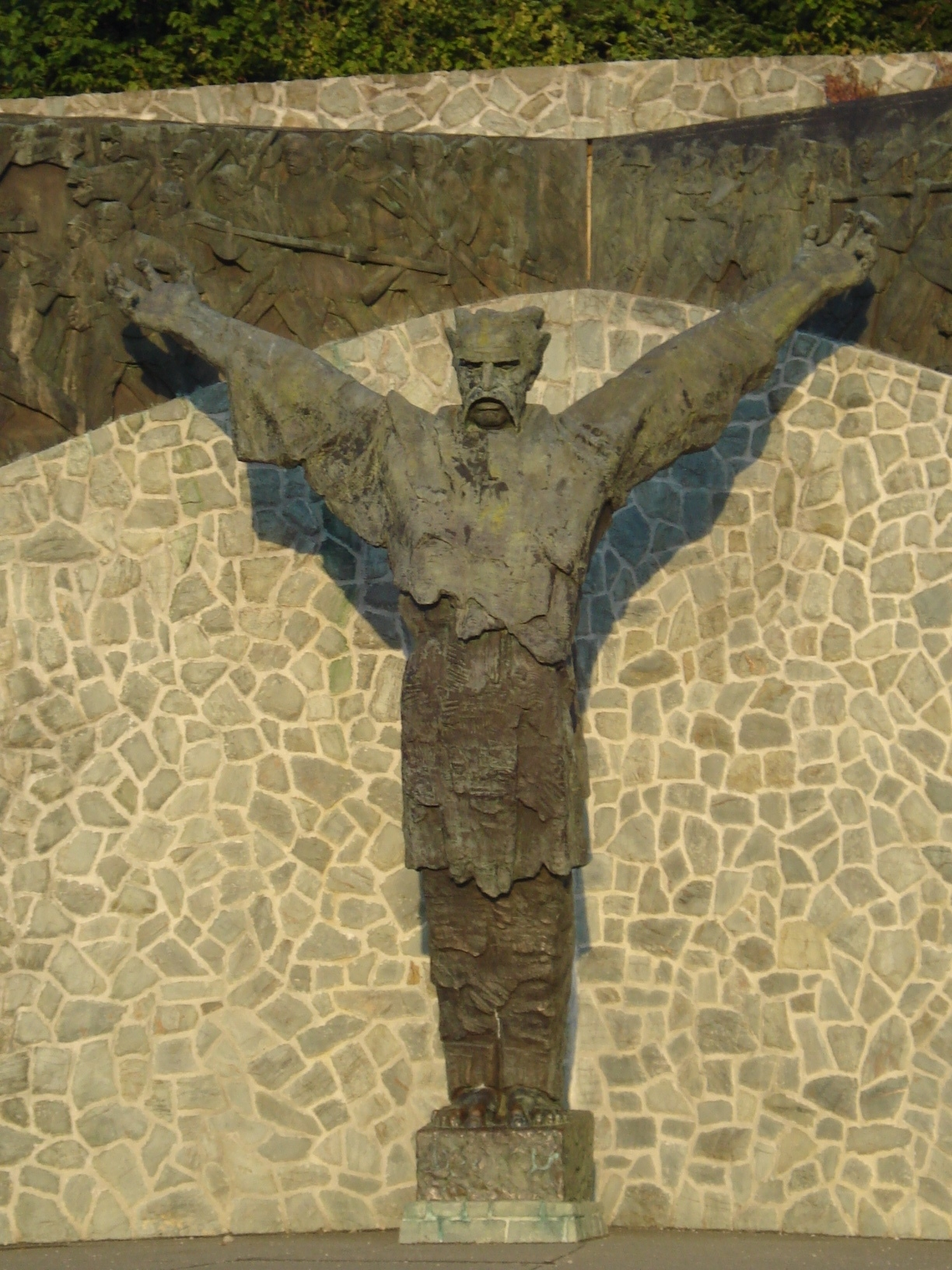
Monumento alla Rivolta contadina e a Matija Gubec a Donja Stubica, 1973